# Ендемол
„Ендемол“ (на нидерландски: Endemol) e медийна компания в Амстердам, Нидерландия, най-голямата независима телевизионна продуцентска компания.
Нейната мрежа включва 90 компании в повече от 30 страни. Фирмата произвежда годишно над 350 предавания в различни жанрове (реалити предавания, телевизионни игри, спортни и детски програми и други).
Компанията работи с около 400 разпространители, цифрови платформи и лицензианти в световен мащаб. Това обхваща разработване, производство, търговия, дистрибуция, управление на франчайз и мулти-платформени инициативи като игри, приложения и цифровото видео.
Като един от най-големите независими дистрибутори на формати в света, компанията Endemol стартира над 50 нови развлекателни формати всяка година по излъчващите мрежи по целия свят и разпространява повече от 29 000 часа от съдържание. Творческите екипи на компанията по целия свят непрекъснато разработват нови идеи, които са споделени в мрежата Endemol.